# Wybory parlamentarne na Malcie w 1953 roku
W wyborach do Izby Reprezentantów na Malcie w 1953 roku zwyciężyła Partia Pracy przy frekwencji 80,3%. Do obsadzenia było 40 miejsc w parlamencie.

## Wyniki
|  | Partia                         | Głosy  | Procent | Mandaty |
|  | ------------------------------ | ------ | ------- | ------- |
|  | Partia Pracy                   | 52.771 | 45      | 19      |
|  | Partia Narodowa                | 45.180 | 38      | 18      |
|  | Maltańska Partia Robotników    | 14.000 | 12      | 3       |
|  | Postępowa Partia Konstytucyjna | 5.117  | 4       | 0       |
|  | Partia Konstytucyjna           | 1.385  | 1       | 0       |